# Donville (Calvados)
Pour les articles homonymes, voir Donville.
Ancienne commune du Calvados, la commune de Donville, a été supprimée en 1858. Son territoire a été partagé entre les communes d'Escures-sur-Favières (aujourd'hui commune de Vendeuvre) et de Saint-Pierre-sur-Dives. L'ancien bourg de Donville constitue aujourd'hui la rive gauche de l'agglomération de Saint-Pierre.